# Volta ao Algarve 1998
La Volta ao Algarve 1998, ventiquattresima edizione della corsa, si svolse dall'11 al 15 marzo su un percorso di 857 km ripartiti in 6 tappe, con partenza a Tavira e arrivo a Loule, in Portogallo. Fu vinta dal ceco Tomáš Konečný della ZVVZ-DLD davanti al tedesco Grischa Niermann e allo spagnolo José Luis Rebollo.

## Tappe
| Tappa  | Data     | Percorso                     | km  | Vincitore di tappa | Leader cl. generale |
| ------ | -------- | ---------------------------- | --- | ------------------ | ------------------- |
| 1ª     | 11 marzo | Tavira > Tavira              | 179 | Manuel Liberato    | Manuel Liberato     |
| 2ª     | 12 marzo | Olhão > São Brás de Alportel | 103 | Saulius Sarkauskas | Manuel Liberato     |
| 3ª     | 12 marzo | Faro > Tavira                | 79  | Tomáš Konečný      | Manuel Liberato     |
| 4ª     | 13 marzo | Aljezur > Fóia               | 166 | Grischa Niermann   | Grischa Niermann    |
| 5ª     | 14 marzo | Lagos > Albufeira            | 113 | Guillaume Auger    | Grischa Niermann    |
| 6ª     | 15 marzo | Faro > Loule                 | 217 | Tomáš Konečný      | Tomáš Konečný       |
| Totale | Totale   | Totale                       | 857 |                    |                     |

## Dettagli delle tappe

### 1ª tappa
- 11 marzo: Tavira > Tavira – 179 km

| Pos. | Corridore                    | Squadra       | Tempo    |
| ---- | ---------------------------- | ------------- | -------- |
| 1    | Manuel Liberato              | Troiamarisco  | 4h50'10" |
| 2    | Nuno Marta Duarte            |               | s.t.     |
| 3    | Paulo Jorge Teixeira Martins | Gresco-Tavira | s.t.     |

| Pos. | Corridore       | Squadra      | Tempo    |
| ---- | --------------- | ------------ | -------- |
| 1    | Manuel Liberato | Troiamarisco | 4h49'57" |

### 2ª tappa
- 12 marzo: Olhão > São Brás de Alportel – 103 km

| Pos. | Corridore                  | Squadra  | Tempo |
| ---- | -------------------------- | -------- | ----- |
| 1    | Saulius Sarkauskas         | Recer    |       |
| 2    | Luis Miguel Colaco Mendes  | LA-Pecol |       |
| 3    | Carlos Alberto Silva Marta |          |       |

| Pos. | Corridore       | Squadra      | Tempo |
| ---- | --------------- | ------------ | ----- |
| 1    | Manuel Liberato | Troiamarisco |       |

### 3ª tappa
- 12 marzo: Faro > Tavira – 79 km

| Pos. | Corridore     | Squadra  | Tempo |
| ---- | ------------- | -------- | ----- |
| 1    | Tomáš Konečný | ZVVZ-DLD |       |

| Pos. | Corridore       | Squadra      | Tempo |
| ---- | --------------- | ------------ | ----- |
| 1    | Manuel Liberato | Troiamarisco |       |

### 4ª tappa
- 13 marzo: Aljezur > Fóia – 166 km

| Pos. | Corridore         | Squadra          | Tempo    |
| ---- | ----------------- | ---------------- | -------- |
| 1    | Grischa Niermann  | Die Continentale | 4h32'37" |
| 2    | José Luis Rebollo | Recer            | a 3"     |
| 3    | Tomáš Konečný     | ZVVZ-DLD         | s.t.     |

| Pos. | Corridore        | Squadra          | Tempo |
| ---- | ---------------- | ---------------- | ----- |
| 1    | Grischa Niermann | Die Continentale |       |

### 5ª tappa
- 14 marzo: Lagos > Albufeira – 113 km

| Pos. | Corridore                  | Squadra      | Tempo    |
| ---- | -------------------------- | ------------ | -------- |
| 1    | Guillaume Auger            | Big Mat      | 2h32'34" |
| 2    | Luis Miguel Sarreira Paulo | Troiamarisco | s.t.     |
| 3    | Philippe Fernandes         | Troiamarisco | a 3"     |

| Pos. | Corridore        | Squadra          | Tempo |
| ---- | ---------------- | ---------------- | ----- |
| 1    | Grischa Niermann | Die Continentale |       |

### 6ª tappa
- 15 marzo: Faro > Loule – 217 km

| Pos. | Corridore      | Squadra  | Tempo    |
| ---- | -------------- | -------- | -------- |
| 1    | Tomáš Konečný  | ZVVZ-DLD | 5h18'53" |
| 2    | Slavomir Heger | ZVVZ-DLD | s.t.     |
| 3    | Carlos Da Cruz | Big Mat  | s.t.     |

| Pos. | Corridore         | Squadra          | Tempo     |
| ---- | ----------------- | ---------------- | --------- |
| 1    | Tomáš Konečný     | ZVVZ-DLD         | 22h11'30" |
| 2    | Grischa Niermann  | Die Continentale | a 7"      |
| 3    | José Luis Rebollo | Recer            | a 14"     |

## Classifiche finali

### Classifica generale
| Pos. | Corridore                     | Squadra                  | Tempo     |
| ---- | ----------------------------- | ------------------------ | --------- |
| 1    | Tomáš Konečný                 | ZVVZ-DLD                 | 22h11'30" |
| 2    | Grischa Niermann              | Die Continentale-Olympia | a 7"      |
| 3    | José Luis Rebollo             | Recer-Boavista           | a 14"     |
| 4    | José Azevedo                  | Maia-Cin                 | a 16"     |
| 5    | Cassio Freitas                | LA-Pecol                 | a 17"     |
| 6    | Paulo Jorge De Moura Ferreira | Maia-Cin                 | a 20"     |
| 7    | Youri Sourkov                 | LA-Pecol                 | s.t.      |
| 8    | Pedro Cardoso                 | Maia-Cin                 | s.t.      |
| 9    | Quintino Da Silva Rodrigues   | Recer-Boavista           | s.t.      |
| 10   | Joaquim Adrego Andrade        | Maia-Cin                 | s.t.      |